# Aphanicercopsis outeniquae
Aphanicercopsis outeniquae är en bäcksländeart som beskrevs av Barnard 1934. Aphanicercopsis outeniquae ingår i släktet Aphanicercopsis och familjen Notonemouridae. Inga underarter finns listade i Catalogue of Life.